# One Toke Over the Line
«One Toke Over the Line» es una canción interpretada por el dúo estadounidense de folk rock Brewer & Shipley. Fue publicada el 19 de marzo de 1971 a través de Kama Sutra Records como el sencillo principal de su tercer álbum de estudio Tarkio.

## Apariciones y uso en otros medios
- La canción se menciona notablemente en la apertura de la novela de 1971 de Hunter S. Thompson, Miedo y asco en Las Vegas, y fue “cantada” por el Dr. Gonzo (Benicio Del Toro) en la película de 1998 del mismo nombre.[5]
- La canción también apareció en la película St. Vincent (2014).[6]

## Posicionamiento

### Gráfica semanal
| Gráfica (1971)                     | Pico de posición |
| ---------------------------------- | ---------------- |
| Australia (Kent Music Report)      | 40               |
| Canadá (RPM Top Singles)           | 5                |
| Estados Unidos (Billboard Hot 100) | 10               |
| Estados Unidos (Cashbox Top 100)   | 8                |
| Nueva Zelanda (Listener)           | 7                |

### Gráfica de fin de año
| Gráfica (1971)                     | Pico de posición |
| ---------------------------------- | ---------------- |
| Canadá (RPM Top Singles)           | 70               |
| Estados Unidos (Billboard Hot 100) | 63               |
| Estados Unidos (Cashbox Top 100)   | 72               |

## Otras versiones
Gail Farrell y Dick Dale realizaron una  versión de la canción a principios de 1971 en ,The Lawrence Welk Show.